# Општина Штимље
Општина Штимље је општина у Републици Србији, у АП Косово и Метохија, која припада Косовском управном округу. Површина општине је 134 km². У општини, по првим резултатима пописа становништва 2011. године на Косову, живи 27.288 становника. Општина Штимље је формирана 1988. године издвајањем насеља из тадашњих општина Урошевац и Липљан (Сл. лист САП Косова; 05/88).

## Насеља
| - Белинце - Војиновце - Горње Годанце - Давидовце - Деветак - Доње Годанце - Дуга - Ђурковце | - Зборце - Карачица - Ланиште - Малопољце - Мужичане - Петраштица - Петровић - Петрово | - Рачак - Ранце - Рашинце - Топило - Црнољево - Штимље |